# Instal·lacions de Zubieta

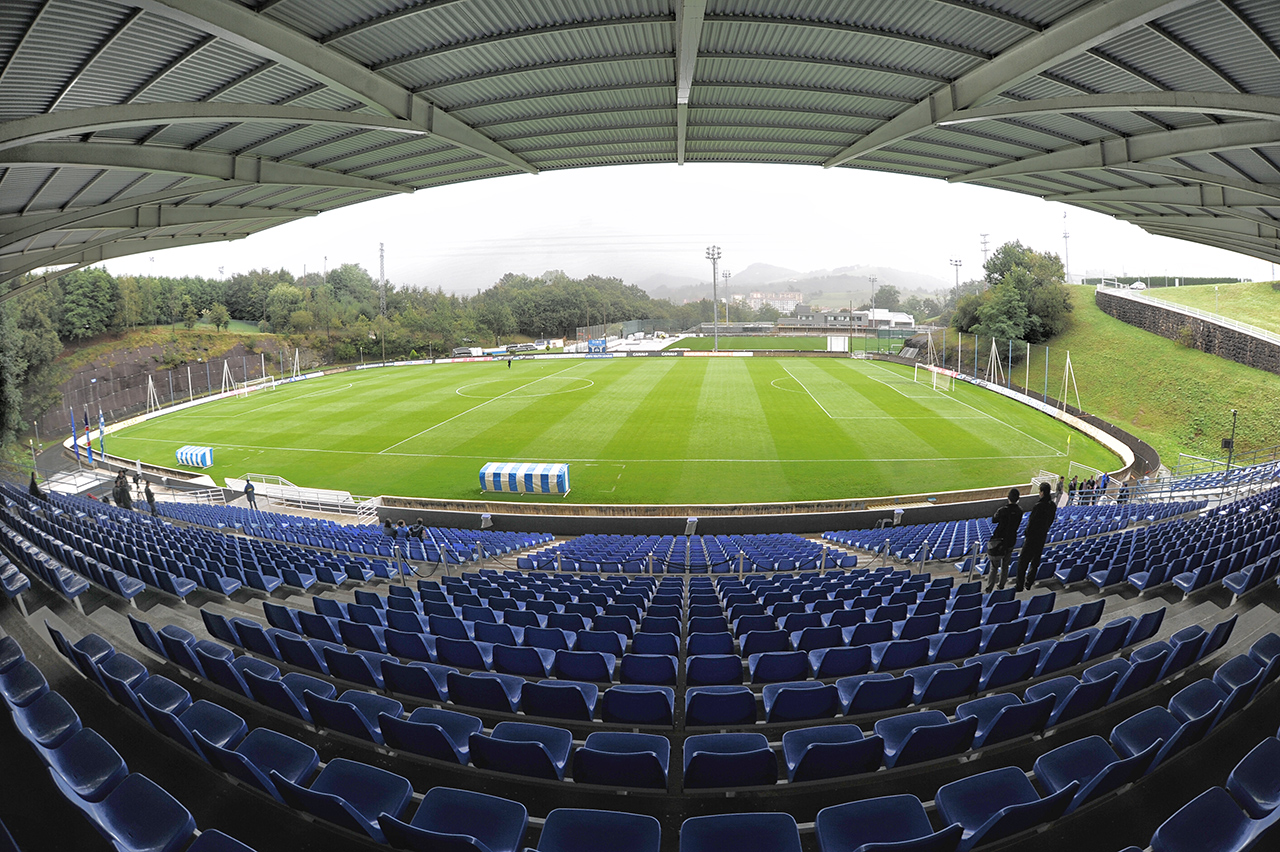
Instal·lacions de Zubieta

Les instal·lacions de Zubieta (en basc: Zubietako Kirol-instalakuntzak, són un complex esportiu del club de Primera Divisió Reial Societat. Situades a Zubieta, un enclavament de Sant Sebastià (adjacent a l'Hipòdrom Municipal de Sant Sebastià), es van inaugurar l'any 2004 en la seva forma modernitzada, tot i que s'havien inaugurat originalment l'any 1981. El seu element principal, el camp José Luis Orbegozo, és el camp d'entrenament de la Reial Societat, i seu de la Reial Societat B.
Ocupen una superfície de 70.000 m², i el complex va ser dissenyat per l'arquitecte Izaskun Larzábal.

## Instal·lacions

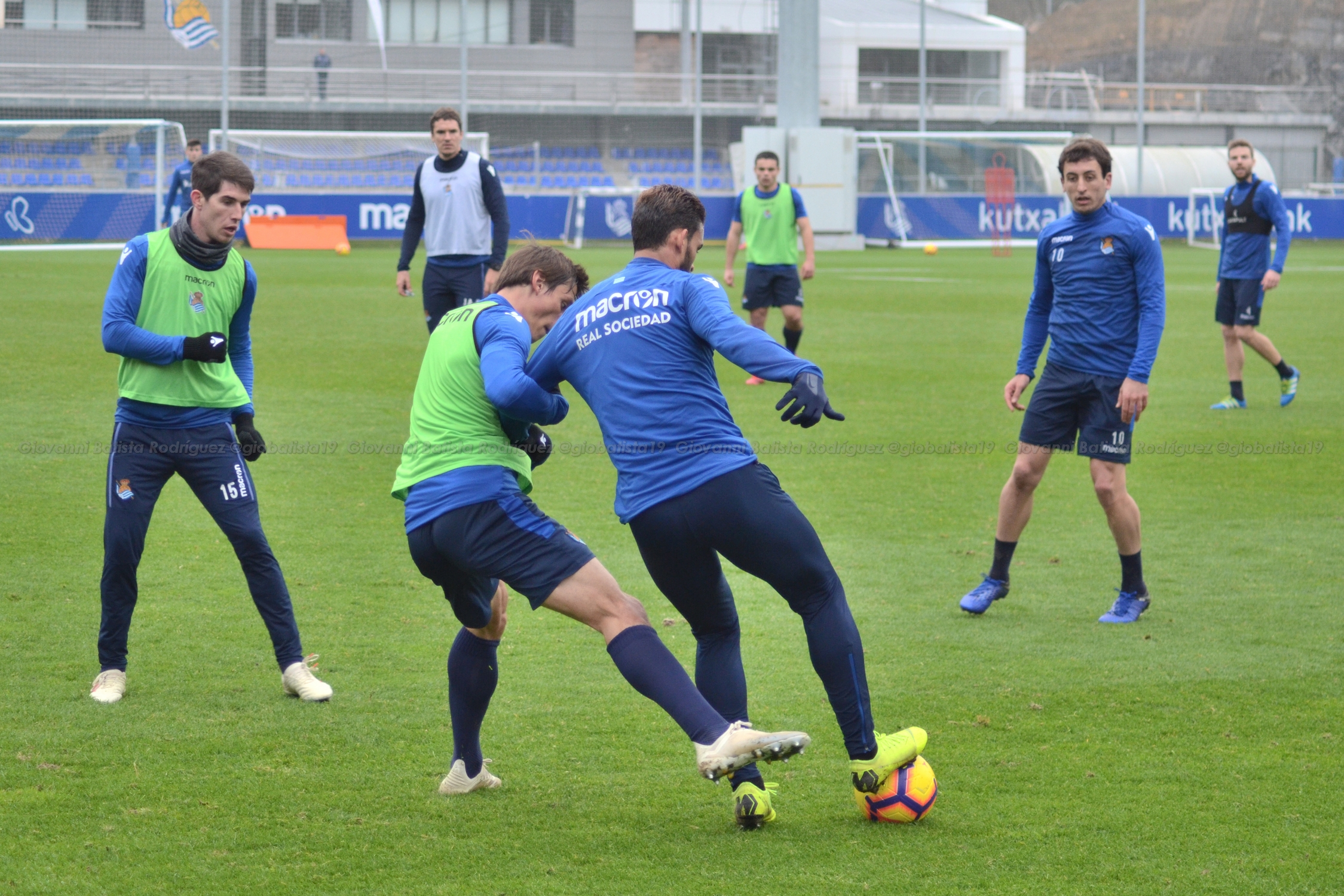
Jugadors de la Reial Societat entrenant a Zubieta, 2018

- El Campo José Luis Orbegozo amb una capacitat de 2.500 seients,[4] és l'estadi principal de les Instal·lacions de Zubieta i seu de la Reial Societat B, l'equip filial de la Reial Societat.
- 2 camps de gespa utilitzats pels equips juvenils del club.
- 2 camps artificials.
- 2 minicamps de gespa.
- Centre de serveis amb gimnàs.